# Шевченко (Кумачівська сільська рада)
Шевче́нко — село в Україні, у Кальміуській міській громаді Кальміуського району Донецької області. Населення становить 87 осіб.

## Загальні відомості
Відстань до райцентру становить близько 39 км і проходить автошляхом місцевого значення.
Землі села межують із с. Чирилянське та Кузнецово-Михайлівка Бойківського району Донецької області та Матвієво-Курганським районом Ростовської області Російської Федерації.
Із 2014 р. внесено до переліку населених пунктів на Сході України, на яких тимчасово не діє українська влада.

## Населення
За даними перепису 2001 року населення села становило 87 осіб, із них 79,31 % зазначили рідною мову українську та 20,69 % — російську.